# Seven (Jung Kook)
Seven è il singolo di debutto del cantante sudcoreano Jung Kook, pubblicato il 14 luglio 2023 come primo estratto dal primo album in studio Golden.
Il brano vede la partecipazione della rapper statunitense Latto.

## Antefatti e pubblicazione
Il 4 giugno 2023, la testata giornalistica sudcoreana Sports Chosun ha scritto che il 14 luglio seguente Jung Kook avrebbe pubblicato il suo primo album solista, in cui sarebbe stata contenuta una canzone in inglese. La Big Hit Music ha commentato la notizia dichiarando che avrebbe fatto un annuncio in proposito una volta definiti i dettagli, e il 30 giugno ha comunicato ufficialmente che il 14 luglio sarebbe uscito il singolo di debutto solista di Jung Kook, una canzone estiva intitolata Seven. Il teaser del video musicale, caricato su YouTube alla mezzanotte (ora coreana) del 13 giugno, ha svelato la partecipazione della rapper statunitense Latto come artista ospite.
Seven ha avuto sei remix: Summer Mix e Band Ver., usciti il 17 luglio nell'EP digitale Weekday Ver., e Island Mix, Nightfall Mix, Festival Mix e Lofi Mix, usciti il 21 luglio nell'EP digitale Weekend Ver..

## Descrizione
Seven è musicalmente una canzone pop e UK garage che esprime «il desiderio di trascorrere ogni giorno della settimana con la persona che si ama». Oltre alla versione regolare «pulita», è disponibile anche una variante «esplicita» con testi sessualmente allusivi.

## Promozione
Jung Kook ha eseguito Seven per la prima volta dal vivo, assieme a Euphoria e Dynamite, al programma televisivo Good Morning America la mattina dopo la pubblicazione. Il 20 luglio ha cantato il pezzo e una cover di Let There Be Love degli Oasis durante il segmento Live Lounge su BBC Radio 1, mentre il 22 luglio si è esibito a The One Show su BBC One dopo una breve intervista.

## Video musicale

Screenshot tratto dal video del brano.

Il video musicale, diretto da Bradley & Pablo, è stato reso disponibile in concomitanza con l'uscita del brano attraverso il canale YouTube della Hybe. In esso Jung Kook cerca di conquistare una donna, interpretata da Han So-hee, professandole il suo amore in diversi luoghi: seduti al tavolo di un ristorante, dove litigano; su un treno in corsa, con Han all'interno e il cantante sul tetto o appeso fuori dal finestrino; e in una lavanderia che viene inondata dall'acqua, ma viene sempre respinto. Rimasto coinvolto in un incidente stradale, viene caricato su una barella, ma scappa per portare ad Han dei fiori; trascinato via da una tempesta, apparentemente muore, e il suo funerale viene celebrato da Latto, che rappa sopra la sua bara. Poco dopo Jung Kook apre il coperchio cantando, rivelando di essere ancora vivo, notizia che Han accoglie con un sospiro di sollievo. Al termine si allontanano insieme sotto la pioggia tenendosi per mano.
Dal caricamento al 22 marzo 2025 ha raccolto 500 milioni di visualizzazioni.

## Accoglienza
| Recensione | Giudizio |
| ---------- | -------- |
| IZM        |          |
| NME        |          |

Assegnando a Seven 4 stelle su 5, Rhian Daly di NME ha apprezzato che "abbracciando qualcosa di più incostante e guidato dal ritmo, il cantante trova nuovi scopi alla sua voce [...] che scivola e si tuffa tra registro medio raffinato e dolce falsetto – attenuando la natura più frastagliata del sound" creando "una combinazione che funziona in modo brillante", mentre Latto "scivola nella canzone senza sforzo, rispecchiando la devozione a 360 gradi di Jung Kook con un po' più di carattere". Mary Siroky l'ha scelta come canzone della settimana per Consequence. Lee Seung-won di IZM ha trovato Seven "semplice e prevedibile sotto molti aspetti" ma comunque "un debutto che non manca di aprirgli le porte come pop star solista".
Rolling Stone, Billboard e Consequence l'hanno inserita nella lista delle canzoni migliori del 2023, rispettivamente in posizione 99, 55 e 117, così come Uproxx (senza posizione).

## Tracce
Testi e musiche di Andrew Watt, Jon Bellion, Cirkut, Theron Makiel Thomas e Latto.
CD, download digitale e streaming
1. Seven[n 1] (feat. Latto) – 3:04
2. Seven (feat. Latto) (Explicit Ver.) – 3:04
3. Seven (feat. Latto) (Instrumental) – 3:04

CD, download digitale e streaming – Weekday Ver.
1. Seven[n 1] (feat. Latto) – 3:04
2. Seven (feat. Latto) (Explicit Ver.) – 3:04
3. Seven (feat. Latto) (Instrumental) – 3:04
4. Seven (feat. Latto) (Summer Mix) – 3:21
5. Seven (feat. Latto) (Band Ver.) – 3:09

CD, download digitale e streaming – Weekend Ver.
1. Seven[n 1] (feat. Latto) – 3:04
2. Seven (feat. Latto) (Explicit Ver.) – 3:04
3. Seven (feat. Latto) (Instrumental) – 3:04
4. Seven (feat. Latto) (Island Mix) – 3:06
5. Seven (feat. Latto) (Nightfall Mix) – 2:57
6. Seven (feat. Latto) (Festival Mix) – 3:00
7. Seven (feat. Latto) (Lofi Mix) – 3:21

Download digitale e streaming – Alesso Remix
1. Seven[n 1] (feat. Latto) – 3:04
2. Seven (feat. Latto) (Explicit Ver.) – 3:04
3. Seven (feat. Latto) (Instrumental) – 3:04
4. Seven (feat. Latto) (Alesso Remix) – 2:42

Download digitale e streaming – David Guetta Remix
1. Seven (feat. Latto) (Explicit Ver.) (David Guetta Remix) – 2:37
2. Seven (feat. Latto) (Explicit Ver.) (David Guetta Remix - Extended) – 3:36

## Formazione
- Jung Kook – voce, cori
- Latto – voce ospite, scrittura
- Jon Bellion – scrittura, cori
- Bryce Bordone – assistenza al missaggio
- Daniel Brecher – missaggio (Band Ver.)
- Mike Bozzi – mastering
- Cirkut – produzione, scrittura, tastiera, batteria, programmazione, cori
- DRK – missaggio (Lofi Mix)
- Evan – realizzazione Festival Mix, tastiera (Festival Mix), sintetizzatore (Festival Mix), batteria (Festival Mix), programmazione (Festival Mix)
- Jonathan Garcia – assistenza al missaggio (Nightfall Mix)
- Șerban Ghenea – missaggio
- Ghstloop – realizzazione Lofi Mix, programmazione (Lofi Mix)
- Ben Hogarth – registrazione voce di Latto
- Jeong Gi-un – assistenza al missaggio (Lofi Mix)
- Ji Min-woo – assistenza al missaggio (Lofi Mix)
- Kim Jun-young – assistenza al missaggio (Lofi Mix)
- Paul LaMalfa – registrazione
- Ken Lewis – missaggio (Nightfall Mix)
- Jonathan Linav – tastiera (Band Ver.)
- Jay Noah – realizzazione Lofi Mix, batteria (Lofi Mix), programmazione (Lofi Mix)
- Pdogg – realizzazione Summer Mix, Nightfall Mix e Lofi Mix, tastiera (Summer Mix, Nightfall Mix, Festival Mix e Lofi Mix), sintetizzatore (Summer Mix), batteria (Nightfall Mix), programmazione (Nightfall Mix e Lofi Mix), chitarra (Festival Mix)
- Tosh Peterson – batteria (Band Ver.)
- Jono Richer – assistenza al missaggio (Festival Mix)
- Asaf Rodeh – realizzazione Band Ver., chitarra (Band Ver.), basso (Band Ver.)
- Jemin "weouthere" Ryoo – assistenza al missaggio (Festival Mix)
- Marco Sonzini – registrazione
- Theron Makiel Thomas – scrittura, cori
- Tommy Turner – assistenza alla registrazione
- Andrew Watt – produzione, scrittura, tastiera, chitarra, cori
- Yang Ga – missaggio (Summer Mix)
- Jordan "DJ Swivel" Young – missaggio (Festival Mix)

## Successo commerciale
Seven ha riscosso successo digitalmente sin dalle sue prime ore di uscita, segnando il primato per la canzone di un artista K-pop (Jung Kook) e hip hop (Latto) col maggior numero di riproduzioni (oltre 15,9 milioni) raccolte in 24 ore su Spotify, nonché quello per il duetto. È rimasto in vetta alla classifica globale della piattaforma per 68 giorni non consecutivi, un record per la canzone di un artista coreano, figurando anche come brano più ascoltato per otto settimane di fila. In Corea del Sud, subito dopo la pubblicazione ha raggiunto la prima posizione della Top 100 di Melon, oltre che delle classifiche in tempo reale di altre due piattaforme musicali, Bugs e Genie; nel mondo, è apparsa in cima alla classifica dei brani più venduti di iTunes in 106 Paesi, tra cui Stati Uniti, Regno Unito, Canada, Germania, Francia e Giappone, entro le prime 20 ore di disponibilità.
Nel Regno Unito, Seven è entrata nella classifica settimanale in terza posizione, segnando il miglior debutto per un solista coreano fino a quel momento.
Sulla base dei dati raccolti dalla Luminate, negli Stati Uniti Seven ha accumulato 5,11 milioni di riproduzioni in streaming e venduto più di 34 000 copie digitali nel suo giorno di debutto (14 luglio). Nei seguenti tre giorni la canzone ha registrato ulteriori 2,5 milioni stream al giorno, per poi totalizzarne 13,7 milioni nei primi quattro giorni dalla pubblicazione, vendendo altre 32 000 copie digitali. Nella settimana del 29 luglio 2023, la canzone ha debuttato alla prima posizione della Billboard Hot 100, diventando la 68ª canzone nella storia della classifica a ottenere questo risultato, reso possibile grazie a 21,9 milioni di streaming, 6,4 milioni di audience radiofonica e 153 000 download e vendite fisiche registrate nel periodo 14-20 luglio. Seven è diventata la prima numero uno negli Stati Uniti di entrambi gli artisti, nonché la seconda numero uno di un membro solista dei BTS dopo che Jimin aveva debuttato alla prima posizione della classifica con Like Crazy nell'aprile 2023.
È stato il decimo singolo di maggior successo commerciale al mondo nel 2023 secondo l'International Federation of the Phonographic Industry.

## Classifiche

### Classifiche settimanali
| Classifica (2023-25)  | Posizione massima |
| --------------------- | ----------------- |
| Arabia Saudita        | 8                 |
| Argentina             | 32                |
| Australia             | 2                 |
| Austria               | 9                 |
| Bolivia               | 4                 |
| Brasile               | 18                |
| Canada                | 5                 |
| Cile                  | 12                |
| Colombia              | 5                 |
| Corea del Sud         | 2                 |
| Croazia               | 21                |
| Ecuador               | 7                 |
| Emirati Arabi Uniti   | 3                 |
| Filippine             | 1                 |
| Francia               | 12                |
| Germania              | 12                |
| Giappone              | 2                 |
| Grecia                | 5                 |
| Hong Kong             | 1                 |
| India                 | 1                 |
| Indonesia             | 1                 |
| Irlanda               | 7                 |
| Israele               | 57                |
| Italia                | 66                |
| Kazakistan            | 50                |
| Lettonia              | 1                 |
| Lituania              | 4                 |
| Lussemburgo           | 5                 |
| Malaysia              | 1                 |
| Medio Oriente         | 1                 |
| Messico               | 19                |
| Nordafrica            | 6                 |
| Nuova Zelanda         | 2                 |
| Paesi Bassi           | 31                |
| Panama                | 3                 |
| Polonia               | 13                |
| Portogallo            | 7                 |
| Regno Unito           | 3                 |
| Repubblica Ceca       | 31                |
| Repubblica Dominicana | 4                 |
| Russia                | 95                |
| Singapore             | 1                 |
| Slovacchia            | 35                |
| Spagna                | 61                |
| Stati Uniti           | 1                 |
| Svezia                | 48                |
| Svizzera              | 7                 |
| Taiwan                | 1                 |
| Turchia               | 24                |
| Ungheria              | 13                |
| Vietnam               | 1                 |

### Classifiche di fine anno
| Classifica (2023) | Posizione |
| ----------------- | --------- |
| Brasile           | 200       |
| Canada            | 65        |
| Corea del Sud     | 20        |
| India             | 12        |
| Portogallo        | 198       |
| Stati Uniti       | 82        |
| Classifica (2024) | Posizione |
| Corea del Sud     | 40        |
| Filippine         | 29        |
| India             | 18        |

## Riconoscimenti
- Asia Star Entertainer Award[74]
  - 2024 – Canzone dell'anno
- Asian Pop Music Award[75][76]
  - 2023 – Top 20 delle canzoni straniere dell'anno
  - 2023 – Candidatura Miglior video musicale straniero
  - 2023 – Candidatura Miglior collaborazione straniera
  - 2023 – Candidatura Miglior produttore straniero a Andrew Watt e Cirkut
- Billboard Music Award[77]
  - 2023 – Miglior canzone K-pop globale
- Circle Chart Music Award[78][79]
  - 2024 – Artista dell'anno (digitale)
  - 2024 – Artista dell'anno (streaming globale)
  - 2024 – Candidatura Artista dell'anno (streaming - ascoltatori unici)
- E! People's Choice Awards[80]
  - 2024 – Candidatura Collaborazione dell'anno
- Golden Disc Award[81]
  - 2024 – Candidatura Miglior canzone digitale
- iHeartRadio Music Awards
  - 2024 – Miglior video musicale[82]
  - 2024 – Candidatura Canzone K-pop dell'anno[83]
- Japan Gold Disc Award[84]
  - 2024 – Canzone dell'anno per i download (Asia)
- Korean Music Award[85]
  - 2024 – Candidatura Canzone dell'anno
  - 2024 – Candidatura Miglior canzone K-pop
- MAMA Award[86][87]
  - 2023 – Miglior esibizione di danza di un solista maschile
  - 2023 – Miglior collaborazione
  - 2023 – Candidatura Canzone dell'anno
  - 2023 – Candidatura Miglior video musicale
- Melon Music Award[88]
  - 2023 – Millions Top 10
- MTV Europe Music Awards
  - 2023 – Miglior canzone[89]
- MTV Video Music Awards
  - 2023 – Canzone dell'estate[90]
  - 2024 – Candidatura Miglior collaborazione[91]
  - 2024 – Candidatura Miglior video K-pop[91]
- Music Awards Japan
  - 2025 – Candidatura Canzone dell'anno[92]
  - 2025 – Candidatura Miglior canzone K-pop in Giappone[93]
- TikTok Award Thailand
  - 2023 – Canzone internazionale dell'anno[94]
- UK Music Video Awards
  - 2023 – Candidatura al miglior video pop internazionale[95]

### Premi dei programmi musicali
- Inkigayo
  - 30 luglio 2023[96]
  - 6 agosto 2023[97]
  - 13 agosto 2023[98]
- M Countdown
  - 20 luglio 2023[99]
  - 27 luglio 2023[100]
  - 3 agosto 2023[101]
- Music Bank
  - 10 novembre 2023[102]
- Show! Eum-ak jungsim
  - 5 agosto 2023[103]
  - 26 agosto 2023[104]
  - 2 settembre 2023[105]
  - 9 settembre 2023[106]
- Show Champion
  - 2 agosto 2023[107]
  - 9 agosto 2023[108]

### Guinness dei primati
| Anno | Primato                                                                                     | Nota    |
| ---- | ------------------------------------------------------------------------------------------- | ------- |
| 2023 | Traccia di un artista maschile più riprodotta su Spotify in una settimana                   | [ 109 ] |
| 2023 | Traccia di un artista maschile più rapida a raggiungere i 100 milioni di ascolti su Spotify | [ 109 ] |
| 2023 | Traccia di un artista maschile più rapida a raggiungere un miliardo di ascolti su Spotify   | [ 110 ] |